# Couesmes-Vaucé
Couesmes-Vaucé é uma comuna francesa na região administrativa da Pays de la Loire, no departamento de Mayenne. Estende-se por uma área de 19,13 km². Em 2010 a comuna tinha 385 habitantes (densidade: 20,1 hab./km²).